# Carlos Mas
Carlos Mas Samora (Barcelona, 8 de dezembro de 1957) é um ex-piloto de motociclismo todo terreno espanhol.
Foi campeão de Espanha de Enduro durante sete anos consecutivos, desde 1979 até 1986. A partir de 1984, começa também a participar em competições de tipo Raid, destacando suas participações no famoso Rally Dakar, onde chega a finalizar em 2ª composição na edição de 1990, a qual supôs a melhor posição de um piloto espanhol naquele momento. Também participou numa edição como co-piloto de Miguel Prieto na categoria de carros.
Depois de retirar-se como piloto profissional, continuou unido ao mundo do motociclismo como organizador de competições.

## Palmarés
- Campeão de Espanha de Enduro entre 1979 e 1986 (2º em 1988 e 1989)
- 2º no Rally dos Faraones de 1986
- 2º no Rally Dakar de 1990 (4º em 1988, 5º em 1987)